# Selene (nome)
Selene  è un nome proprio di persona italiano femminile.

## Varianti
- Femminili: Selena[1][2], Selenia[1]
- Maschili: Seleno[1], Selenio[1][2]

### Varianti in altre lingue
- Catalano: Selene[4], Selena[4]
- Greco antico: Σελήνη (Selene)[5]
- Greco moderno: Σεληνη (Selīnī)[5]
- Inglese: Selene
- Latino: Selena[5]
  - Maschili: Selenius
- Russo: Селена (Selena)[5]
- Spagnolo: Selene[4], Selena[4][5]

## Origine e diffusione

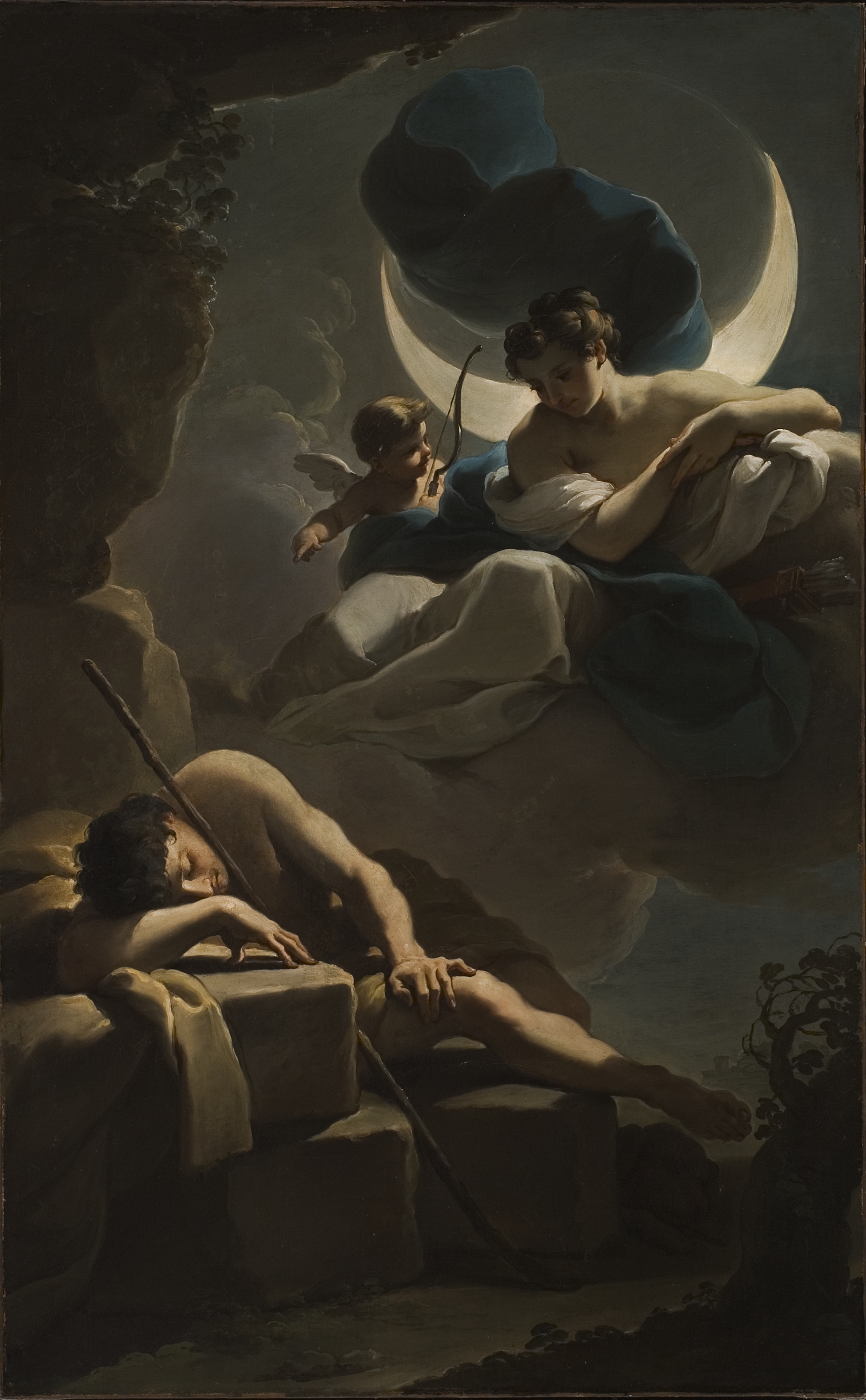
Selene ed Endimione, di Ubaldo Gandolfi

Nome di matrice classica, richiama la dea greca che personificava la Luna, Selene; il suo nome, in greco Σελήνη (Selene), vuol dire letteralmente "luna" (da σέλας, selas, "luce", "splendore", "radianza", "fiamma"), ed è quindi analogo per semantica a Chandra e Luna.
Il nome è accentrato per più di metà delle occorrenze in Lombardia, ed è usato pressoché solo al femminile, anche se sono attestate varianti maschili. Il nome inglese Selina potrebbe essere una variante di Selene.

## Onomastico
L'onomastico può essere festeggiato il 1º novembre, festa di Ognissanti, non essendovi sante con questo nome che è quindi adespota.

## Persone
- Selene Caramazza, attrice italiana

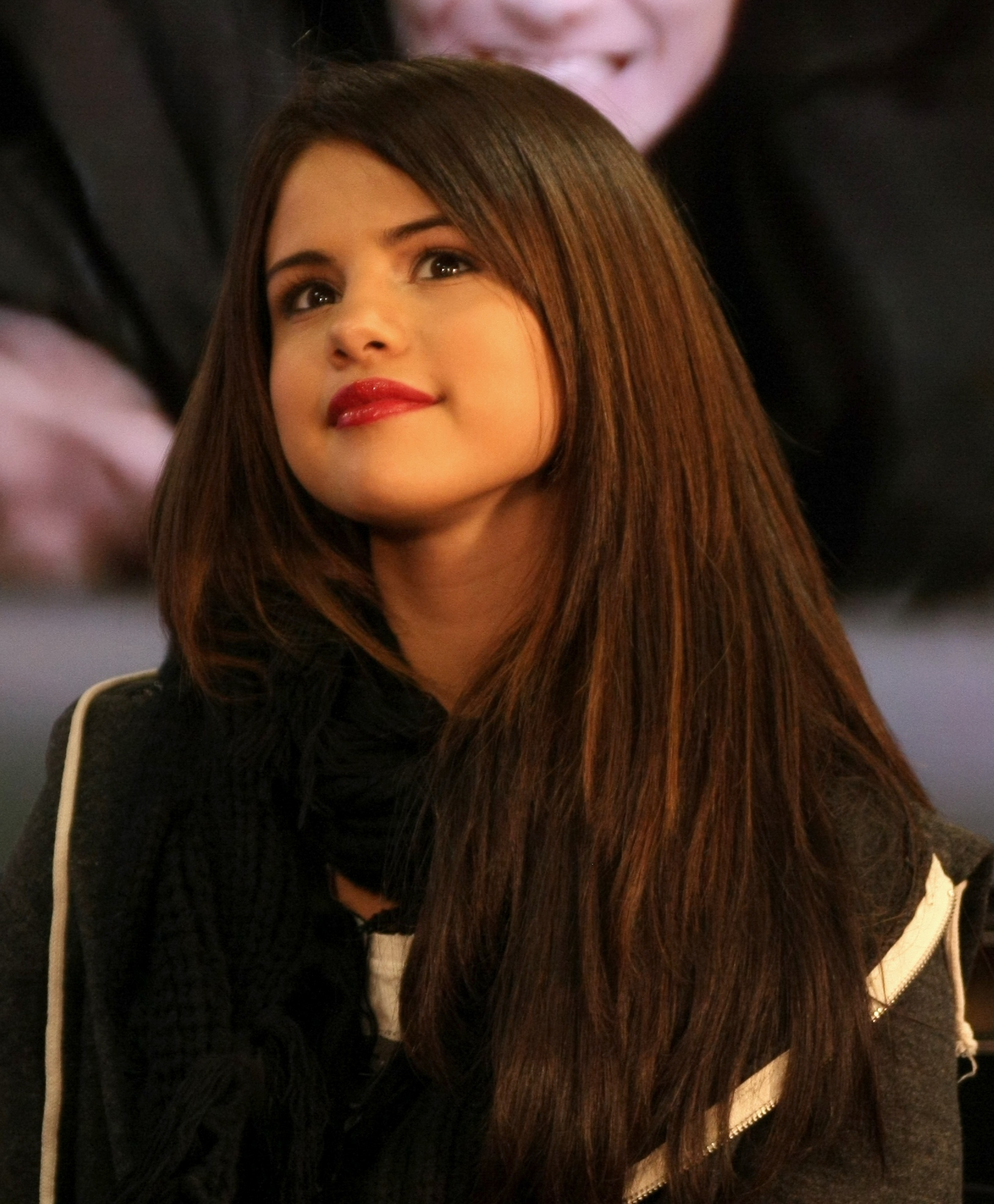
Selena Gomez

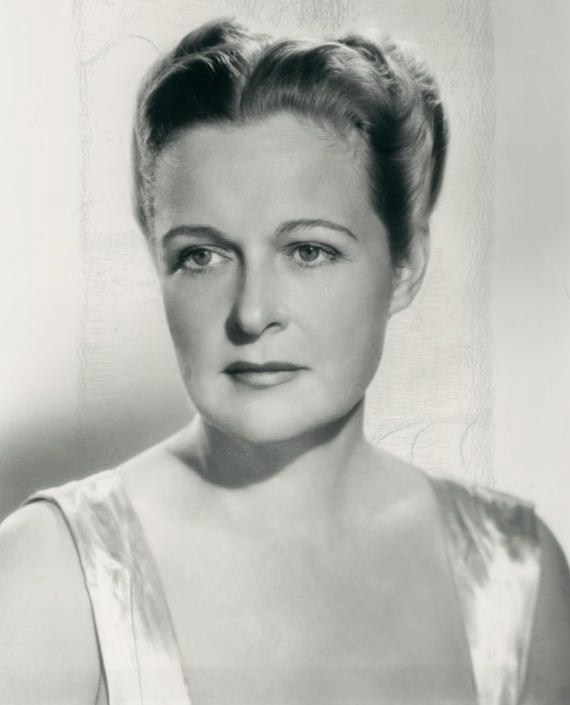
Selena Royle

- Selene Gandini, attrice teatrale italiana

### Variante Selena
- Selena Gomez, attrice, cantante, ballerina e stilista statunitense
- Selena Millares, poetessa, scrittrice e filologa spagnola
- Selena Quintanilla Pérez, nota anche solo come Selena, cantante statunitense
- Selena Royle, attrice statunitense

## Il nome nelle arti
- Selene è un personaggio dell'opera di Metastasio Didone abbandonata[6].
- Selene è la protagonista della serie cinematografica Underworld.
- Selene Gallio, più nota come Selene, è un personaggio dei fumetti Marvel Comics.
- Selene o Selena è il nome dato nell'adattamento italiano a Saeko Nogami, personaggio dell'anime City Hunter.
- "Selene" è una canzone di Domenico Modugno.
- La principessa Selenia è un personaggio della serie di libri Arthur e i Minimei, scritta da Luc Besson.
- Regina Selene è il nome dato nell'adattamento italiano a Queen Serenity, personaggio dell'anime Sailor Moon prodotta da Toei Animation dal 1992 al 1997.